# Odoardo Ferretti
Odoardo Ferretti (Roma, 1871 – Roma, 1941) è stato un pittore italiano, acquarellista, professore e maestro di disegno e ornato.

## Biografia
Odoardo Ferretti dipinse principalmente soggetti con paesaggi romani e limitrofi.
Molto vicino agli ambienti archeologi, è stato collaboratore del Museo nazionale etrusco di Villa Giulia e con l'allora Governatorato di Roma.
Tra il 1931 e il 1932, illustrò con disegni e dipinti le titaniche operazioni di scavo e demolizione del quartiere Alessandri o del Colle Velia. 
Nel 1938 fu collaboratore al restauro dell'Ara Pacis Augustae. Date le mancanze documentali in possesso degli archeologi ci si affidò alla sua fantasia per la ricomposizione dei tantissimi frammenti rinvenuti dagli archeologi.
Opere di Ferretti sono conservate nel Museo di Roma a palazzo Braschi e nella Galleria d'arte moderna di Roma.
Vari disegni di Odoardo Ferretti sono presenti ne La decorazione dei colombari romani di Giuseppe Lugli, Fascicolo III 1921.
Nel 2013 durante le giornate europee del patrimonio furono esposti alcuni suoi acquerelli ritrovati.

## Odoardo Ferretti nei musei
- Museo di Roma a palazzo Braschi
- Galleria d'arte moderna di Roma Capitale